# Łokomotyw Odessa
Łokomotyw Odessa (ukr. Футбольний клуб «Локомотив» Одеса, Futbolnyj Kłub "Łokomotyw" Odesa) – ukraiński klub piłkarski z siedzibą w Odessie.

## Historia
Chronologia nazw:
- 193?—193?: Łokomotyw Odessa (ukr. «Локомотив» Одеса)

Drużyna piłkarska Łokomotyw Odessa została założona w mieście Odessa w latach 30. XX wieku. Zespół występował w rozgrywkach lokalnych. W 1938 startował w Pucharze ZSRR. W 1940 występował w rozgrywkach Pucharu Ukraińskiej SRR, gdzie w finale ustąpił Dynamie Dniepropetrowsk (2:2, 6:2). Potem klub został rozformowany.

## Sukcesy
- 1/64 finału Pucharu ZSRR:

1938
- finalista Pucharu Ukraińskiej SRR:

1940